# Omotische Sprachen
Die omotischen Sprachen sind eine genetisch zusammengehörige Gruppe von Sprachen, die im nordöstlichen Afrika, fast ausschließlich im Südwesten Äthiopiens, gesprochen werden. Die meisten Wissenschaftler ordnen das Omotische als selbstständigen Hauptzweig der afroasiatischen Sprachfamilie ein. Es umfasst knapp 30 Sprachen mit etwa 4 Millionen Sprechern. Der Name ist vom Fluss Omo abgeleitet, der Teile der omotischsprachigen Gebiete durchfließt.

## Soziolinguistische Situation
Die meisten omotischen Sprachen werden in begrenzten Gebieten gesprochen, wobei die Muttersprachler nach eigener Ansicht sowie nach ethnologischen Kriterien eine geschlossene Ethnie bilden. Die Sprachen haben meist mehrere regionale Varietäten, die aber untereinander verständlich sind; in manchen Fällen wird eine Varietät von den Muttersprachlern als besonders „gut“ und „rein“ empfunden. Die soziolektale Gliederung des Yem stellt innerhalb des Omotischen einen Einzelfall dar. In einigen Gegenden bilden omotische Sprachen regional begrenzt eine Verkehrssprache, in Märkten werden oft mehrere Sprachen gleichzeitig benutzt, weshalb in diesen Regionen die meisten Menschen zwei bis drei regionale Sprachen beherrschen. Als Unterrichts-, Missions- und Verwaltungssprache wird das Amharische angewendet, das aber nur begrenzt als Verkehrssprache Anwendung findet. Keine omotische Sprache wird in größerem Maße für die Publikation gedruckter Werke verwendet, obwohl dies vor allem seit den 1990er Jahren von der Bevölkerung zunehmend gewünscht wird; dafür besitzt das Yem ein eigenes Radioprogramm. Die Einstellung gegenüber der eigenen Muttersprache ist oft positiv, der Erhalt wird gewünscht. Dennoch sind mehrere omotische Sprachen vom Aussterben bedroht, da durch Heiraten zwischen Stämmen weniger bedeutende Sprachen an Sprechern verlieren.

## Forschungsgeschichte und Forschungsstand
Die schriftliche Dokumentation und wissenschaftliche Erforschung der omotischen Sprachen begann erst im 19. Jahrhundert im Zuge des Kolonialismus und europäischer Forschungsreisen. So stellte Arnauld d'Abbadie 1868 die Verwandtschaft zweier Gonga-Sprachen fest; 1888 legte Leo Reinisch mit seinem Werk über das Kaffa die erste linguistische Beschreibung einer omotischen Sprache vor. In der ersten Hälfte des 20. Jahrhunderts sammelten dann vor allem italienische Wissenschaftler wie Martino Mario Moreno und Carlo Conti Rossini Daten zu weiteren Sprachen; dies wurde in den folgenden Jahrzehnten von anderen europäischen, zunehmend aber auch äthiopischen Wissenschaftlern fortgesetzt. Zwar hat sich der Forschungsstand in den letzten Jahrzehnten immer schneller verbessert, doch sind von vielen Sprachen nur sehr kurze und unvollständige Beschreibungen vorhanden. Hinzu kommt, dass viele oder alle omotischen Sprachen eine sehr komplexe Morphologie besitzen, deren Funktionsweise oftmals erst bei einer größeren Datenmenge verständlich wird, so dass vor allem im Bereich der Nominalflexion und des Verbalsystems viele Fragen bislang ungeklärt sind.

## Klassifikation

### Interne Klassifikation
Das Omotische wird nach der weitgehend anerkannten Klassifikation in drei Zweige aufgeteilt: das Nordomotische, das wesentlich kleinere Südomotische und das Mao. Das Südomotische (Aaroid) besteht aus nur drei Sprachen: dem Hamer-Banna, dem Aari (Ari) und dem Dime, die ein zusammenhängendes Gebiet nordöstlich des Turkanasees (Rudolfsees) und östlich des unteren Omo bilden und zusammen von etwa 210.000 Menschen gesprochen werden. Der größte Zweig des Nordomotischen ist das Gonga-Gimojan (ta-ne-Gruppe), zu dem etwa 15 Sprachen gehören, die im westlichen Äthiopien verstreut sind. Ebenfalls zum Nordomotischen gehört das Dizi-Sheko oder Dizoid mit drei Sprachen westlich des Omo. Das schlecht erforschte Mao, dem vier Sprachen an der äthiopisch-sudanesischen Grenze angehören, stellt nach den jüngeren Klassifikationen einen dritten Zweig des Omotischen dar. Nach Hayward 2003 (ähnlich Fleming 1976 und Bender 2000) hat das Omotische damit folgende interne Gliederung:
| Zweige | Zweige               | Zweige            | Zweige                   | Zweige            | Sprachen                                       | Sprecher      |
| ------ | -------------------- | ----------------- | ------------------------ | ----------------- | ---------------------------------------------- | ------------- |
| Nord   | Gonga-Gimojan/ Ta-Ne | Gonga/Kefoid      | Gonga/Kefoid             | Nord              | Boro/Shinasa                                   | 20.000        |
| Nord   | Gonga-Gimojan/ Ta-Ne | Gonga/Kefoid      | Gonga/Kefoid             | Zentral           | Anfillo                                        | 500           |
| Nord   | Gonga-Gimojan/ Ta-Ne | Gonga/Kefoid      | Gonga/Kefoid             | Süd               | Kaffa, Mocha                                   | 620.000       |
| Nord   | Gonga-Gimojan/ Ta-Ne | Gimojan           | Janjero                  | Janjero           | Yem/Janjero                                    | 85.000        |
| Nord   | Gonga-Gimojan/ Ta-Ne | Gimojan           | Gimira                   | Gimira            | Bench, She                                     | 175.000       |
| Nord   | Gonga-Gimojan/ Ta-Ne | Gimojan           | Ometo-Chara/ Makro-Ometo | Chara             | Chara                                          | 7.000         |
| Nord   | Gonga-Gimojan/ Ta-Ne | Gimojan           | Ometo-Chara/ Makro-Ometo | West              | Basketo                                        | 60.000        |
| Nord   | Gonga-Gimojan/ Ta-Ne | Gimojan           | Ometo-Chara/ Makro-Ometo | Zentral           | Wolaytta, Gamo, Gofa, Dawro, Melo, Dorze, Oyda | 2,4 Millionen |
| Nord   | Gonga-Gimojan/ Ta-Ne | Gimojan           | Ometo-Chara/ Makro-Ometo | Süd               | Male                                           | 55.000        |
| Nord   | Gonga-Gimojan/ Ta-Ne | Gimojan           | Ometo-Chara/ Makro-Ometo | Ost               | Koorete, Zayse-Zergulla, Kachama-Ganjule/Harro | 124.000       |
| Nord   | Dizi-Sheko/Dizoid    | Dizi-Sheko/Dizoid | Dizi-Sheko/Dizoid        | Dizi-Sheko/Dizoid | Dizi, Sheko, Nayi                              | 49.000        |
| Mao    | Mao                  | Mao               | Mao                      | Mao               | Bambassi, Hozo, Seze, Ganza                    | 11.000        |
| Süd    | Hamer-Banna          | Hamer-Banna       | Hamer-Banna              | Hamer-Banna       | Hamer-Banna, (Kara)                            | 45.000        |
| Süd    | Aari                 | Aari              | Aari                     | Aari              | Aari                                           | 160.000       |
| Süd    | Dime                 | Dime              | Dime                     | Dime              | Dime                                           | 7.000         |

### Externe Klassifikation

#### Omotisch als Zweig des Kuschitischen
Den ersten Versuch zur externen Klassifikation omotischer Sprachen unternahm Leo Reinisch, der die ihm bekannten omotischen Sprachen noch nicht als genetische Einheit erkannte, sondern mit anderen Sprachen Nordostafrikas unter dem Namen „Hochkuschitisch“ als kuschitische und somit afroasiatische Sprachen einordnete. Mario Martino Moreno ordnete 1940 die omotischen Sprachen dann unter dem Namen „Westkuschitisch“ als selbstständigen Zweig des Kuschitischen ein, dem die übrigen kuschitischen Sprachen als „ani-ati-Sprachen“ gegenübergestellt wurden. Dies gründete sich auf Morenos Erkenntnis, dass sich das „Westkuschitische“ vom Rest des Kuschitischen in fundamentaler Weise unterscheidet. Die klassifikatorische Arbeit anderer Forscher wie Joseph Greenberg, der dem Kuschitischen das Südkuschitische hinzufügte, beließ Morenos Gliederung unverändert.

#### Omotisch als Hauptzweig des Afroasiatischen

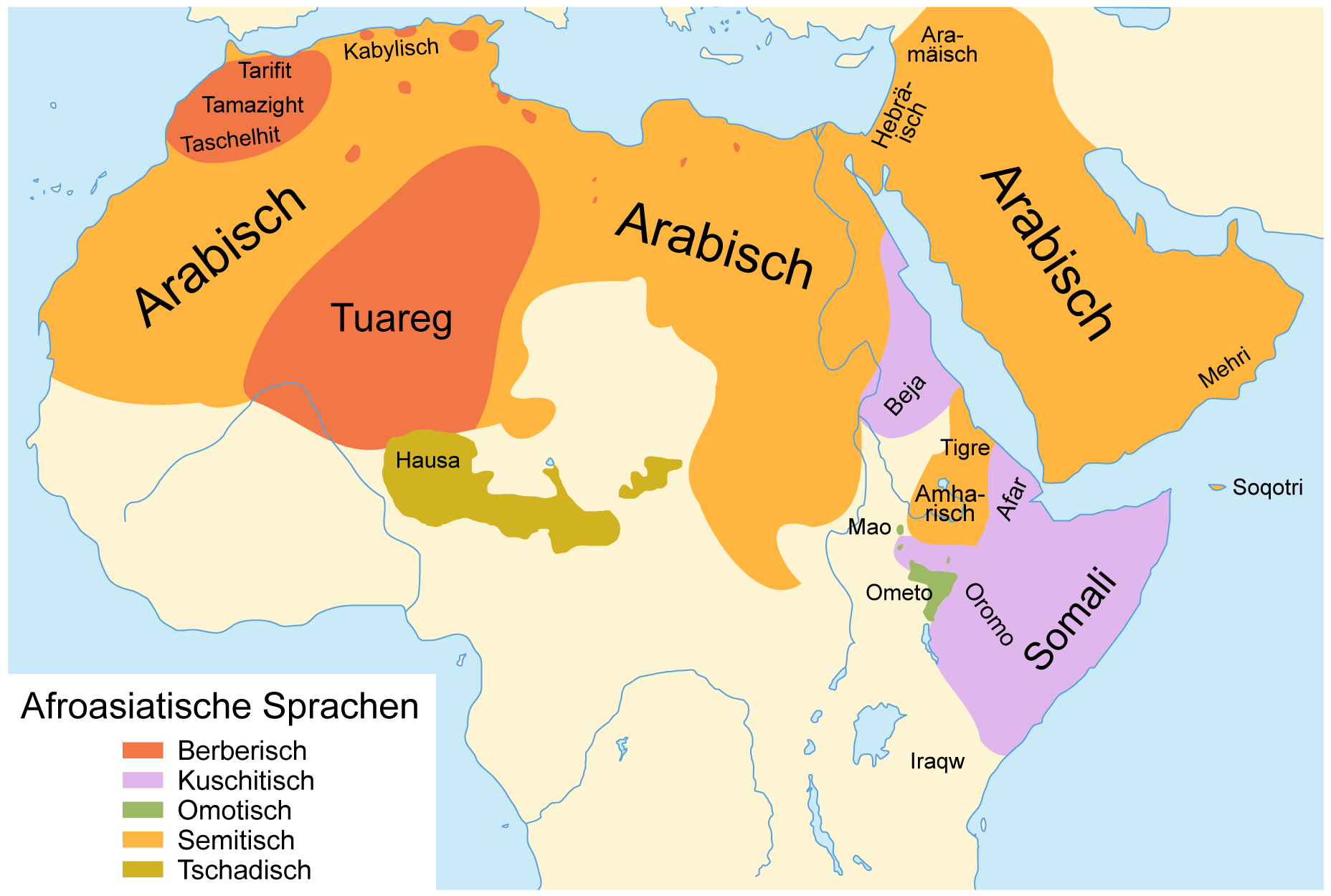
Omotisch (Grün) innerhalb der Afroasiatischen Sprachen

Aufgrund der fundamentalen Unterschiede, die das Omotische von den (anderen) kuschitischen Sprachen trennen, gliederte Harold C. Fleming 1969 das „Westkuschitische“ als „Aari-Kafa“ aus dem Kuschitischen aus und klassifizierte es als selbstständigen Zweig des Afroasiatischen. In Fleming 1976 entwickelte er seine Hypothese weiter und prägte in Anlehnung an den Fluss Omo den Namen „Omotisch“. Als Belege für den Status des Omotischen außerhalb des Kuschitischen nannte er unter anderem folgende Merkmale:
- Ergebnisse lexikostatistischer Untersuchungen omotischer und kuschitischer Sprachen, nach denen die kuschitischen Sprachen untereinander etwa 10 % des Lexikons gemeinsam haben sollen, während die Übereinstimmungen zwischen Kuschitisch und Omotisch unter 10 % liegen
- Fehlen der für das Kuschitische typischen Genusmarker k (maskulin) und t (feminin) im Omotischen
- geringe Übereinstimmungen bei den Personalpronomina
- Fehlen pharyngaler Laute im Omotischen

Gleichzeitig nannte Fleming Isoglossen, die das Omotische als dem Afroasiatischen zugehörig erweisen sollten. Darunter befanden sich morphologische Übereinstimmungen (beispielsweise das Kausativsuffix -s und *n „wir“) und 21 lexikalische Übereinstimmungen aus dem Grundwortschatz. Die große Mehrzahl der Afrikanisten hat sich Flemings Hypothese angeschlossen, weitere Wissenschaftler unterstützten sie seitdem mit zusätzlichen Isoglossen aus dem lexikalischen und morphologischen Bereich; die folgende Tabelle liefert einige Beispiele hierfür:
| Grundbedeutung                | Omotisch             | Ägyptisch         | Berberisch             | Kuschitisch    | Semitisch                | Tschadisch         |
| ----------------------------- | -------------------- | ----------------- | ---------------------- | -------------- | ------------------------ | ------------------ |
| „sie“                         | Dizi iži             | -s, sj            | Tuareg -s              | Bedscha -h/-s  | Akkadisch -ša            | Hausa shi          |
| Kausativaffix                 | -s                   | s-                | Tuareg s-              | Bedscha -s/s-  | Akkadisch š-             | Hausa -r/-s        |
| Affix für intransitive Verben | -t                   |                   | Tuareg t-              | Somali -t      | Arabisch t-              | Bade -d            |
| „wir“                         | Dizi inu             | -n, n             | Tuareg n-              | Bedscha -n, n- | Arabisch n-, -nā, -na    |                    |
| „Knochen“                     | Dime ḳus             | qs (*qĕ́s)         | Kabylisch iɣəs         |                |                          | Hausa ƙàshii       |
| „Name“                        | Bench sum            |                   | Kabylisch isəm         |                | Arabisch ism             | Bole sun           |
| „Zunge, lecken“               | Dime lits'- „lecken“ | ns (*lĕ́s) „Zunge“ | Kabylisch iləs „Zunge“ |                | Akkadisch lišānu „Zunge“ | Bole lisìm „Zunge“ |

Die Stellung innerhalb des Afroasiatischen ist bislang nicht endgültig geklärt. Nicht zuletzt aufgrund der großen Unterschiede zwischen dem Omotischen und dem Rest des Afroasiatischen haben einige Wissenschaftler die Vermutung geäußert, das Omotische habe sich als erste Subfamilie vom Afroasiatischen abgespalten. Andere vertreten eine nahe Verwandtschaft zwischen Omotisch und Kuschitisch.

#### Sonstige Hypothesen
Einige Forscher klassifizieren das Omotische weiterhin als Zweig des Kuschitischen, so liefert Marcello Lamberti in mehreren Arbeiten mögliche weitere Isoglossen. Andere haben Zweifel an der Zugehörigkeit des Südomotischen zum Omotischen geäußert und rechnen es stattdessen zum Nilosaharanischen. Dies wird beispielsweise durch die Personalpronomina des Südomotischen gestützt, die genetisch mit den nilosaharanischen Pronomina verwandt sein dürften (siehe den Abschnitt zu den Personalpronomina). 1982 äußerte Derek Elderkin die Vermutung, dass das Omotische gemeinsam mit dem Hadza eine Sprachfamilie bilde, die dann dem Afroasiatischen untergeordnet wäre. Schließlich wird auch die Ansicht geäußert, die Ähnlichkeiten zwischen Omotisch und dem Rest des Afroasiatischen rechtfertigten nicht die Annahme einer genetischen Verwandtschaft, weshalb das Omotische als selbständige Sprachfamilie anzusehen sei.

## Sprachliche Charakteristik

### Allgemeines
Die omotischen Sprachen besitzen eine teils agglutinierende, teils fusionale, fast ausschließlich suffigierende Morphologie:
- Agglutinierend: Yem am-se-f-∅-à gehen+Plural+Präsens+3. Person+Femininum „sie gehen“[18]
- Fusional: Aari ʔíts-eka essen+3. Person Pl. Konverb „indem sie essen“[19]

Flexion durch suprasegmentale Morpheme findet sich in einzelnen Sprachen wie dem Dizi und dem Bench; historisch handelt es sich teilweise um Reflexe von Affixen:
- Bench sum˩ „Name“, sum-s˦ „nennen“

Die Nominalmorphologie beruht auf einem Nominativ-Akkusativ-/Absolutivsystem; für die Verbalmorphologie ist eine komplexe Flexion nach Kategorien wie Tempus/Aspekt, Interrogativ – Deklarativ und Affirmativ – Negativ sowie Kongruenz prädikativer Formen mit dem Subjekt kennzeichnend. In der Syntax ist die Wortstellung Subjekt-Objekt-Verb (SOV) allgemein gültig; es werden Postpositionen verwendet, was sowohl für SOV-Sprachen im Allgemeinen als auch für den äthiopischen Raum als typisch gelten kann.

### Phonologie

#### Segmentale Phoneme
Die omotischen Sprachen besitzen durchschnittlich etwas weniger als dreißig konsonantische Phoneme, was eine vergleichsweise hohe Zahl darstellt, sich aber auch in anderen Primärzweigen des Afroasiatischen findet. Allgemein verbreitet sind dabei bilabiale, alveolare, velare und glottale Plosive, verschiedene Frikative, alveolare Affrikaten und /w/, /y/, /l/, /r/, /m/, /n/. Typisch für die nicht-glottalen Plosive ist, dass sie jeweils durch ein stimmhaftes, ein stimmloses und ein stimmloses ejektives Phonem repräsentiert werden; auch bei Frikativen und Affrikaten finden sich teilweise alle drei Typen. Die meisten Sprachen weisen zusätzliche Konsonanten auf. Beispiele hierfür sind die Implosive im Südomotischen (/ɓ/, /ɗ/, /ɠ/) und die Retroflexe des Bench. Teilweise können Konsonanten auch geminiert auftreten. Vertreter des Nordomotischen und des Mao haben fünf bis sechs Vokalphoneme, die Quantität ist teilweise bedeutungsunterscheidend; für das Südomotische sind dagegen deutlich umfangreichere Vokalsysteme typisch.

#### Suprasegmentale Eigenschaften
Alle omotischen Sprachen, zu denen ausreichende Daten vorhanden sind, sind Tonsprachen, die meist nur zwei Töne (hoch und tief) unterscheiden, einige Sprachen haben mehr Töne: Das Dizi unterscheidet drei, das Bench sechs. Bestimmte omotische Sprachen wie das Aari und das Ganza (Mao) besitzen tonale Akzentsysteme, in denen jedes selbstständige Wort genau einen Hochton hat, in den meisten Sprachen sind die Töne dagegen frei verteilt.

### Morphologie

#### Nominalmorphologie
Die omotischen Sprachen unterscheiden die nominalen Kategorien Numerus, Kasus, Genus und Definitheit. Diese Kategorien werden durch verschiedene Suffixe markiert, die je nach Sprache fusional oder analytisch sein können. Die beiden Genera sind in allen omotischen Sprachen, zu denen ausreichende Daten vorhanden sind, Maskulinum und Femininum; sie korrespondieren im Wesentlichen mit dem natürlichen Geschlecht (Sexus). Das Kasussystem zeichnet die omotischen Sprachen als Akkusativsprachen aus, weitere Kasus bilden verschiedene adverbiale Bestimmungen. Eine Reihe von omotischen Sprachen haben einen Kasus Absolutiv, der die Zitierform und das direkte Objekt markiert (Beispiele aus dem Wolaita):
- Absolutiv keett-a „das Haus“
- Nominativ keett-i „das Haus“

Einige weit verbreitete Kasussuffixe sind:
- Nominativ *-i (Gonga-Gimojan, Dizi-Sheko)
- Akkusativ *-m (Südomotisch)
- Genitiv *-kV (Gonga-Gimojan, Dizi-Sheko, Mao, Dime)
- Dativ *-s (Gonga-Gimojan, Dizi-Sheko, Mao?[22])

Eine typologische Besonderheit, die auch innerhalb des Omotischen isoliert steht, ist die Personen- und Genusabhängigkeit des Nominativs im Bench (je nach Person entweder -i˧ oder -a˧):
- a˦tsin˦-a˧ „eine Frau“ (3. Person Sg. femininum)[23]
- nun˧-a˧ „wir“ (1. Person Plural exklusiv)[24]
- nas˦i˧ „ein Mann“ (3. Person Sg. maskulinum)[24]

In den meisten Sprachen ist der Singular unmarkiert, während der Plural eigene Suffixe besitzt. Es ist möglich, dass Pluralsuffixe in einigen Sprachen aus einer partitiven Konstruktion entstanden sind. Hierfür sprechen die Länge bestimmter Pluralsuffixe, formale Beziehungen zum Genitiv Singular und die Tatsache, dass das Determinationssuffix teilweise vor dem Pluralsuffix steht, was typologisch ungewöhnlich ist:
- Dizi kìan-à-kʾankàs Hund+Det.+Plural „die Hunde“[26]
- Yem ʔasú-nì-kitó Mensch+Gen.+Plural „Menschen“[27]

#### Pronomina
Die Personalpronomina unterscheiden in den meisten omotischen Sprachen ähnliche Kategorien wie die Nomina; die Genera werden jedoch meist nur in der 3. Person Singular markiert. Meist weisen die Personalpronomina für jede Numerus-Person-Genus-Kombination einen eigenen Stamm auf, an den dann Kasussuffixe angehängt werden, die in allen Personen gleich sind. Ein Teil der Pronomina zeigt Übereinstimmungen mit anderen afroasiatischen Sprachfamilien und kann daher auf das Proto-Afroasiatische zurückgeführt werden; bestimmte südomotische Personalpronomina lassen sich als Entlehnungen aus dem benachbarten Nilo-Saharanischen erklären:
|          |                          | Singular     | Singular     | Singular     | Singular     | Plural       | Plural       | Plural       |
| -------- | ------------------------ | ------------ | ------------ | ------------ | ------------ | ------------ | ------------ | ------------ |
| 1.       | 2.                       | 3. m.        | 3. f.        | 1.           | 2.           | 3.           |              |              |
| Omotisch | Nordomotisch             | Nordomotisch | Nordomotisch | Nordomotisch | Nordomotisch | Nordomotisch | Nordomotisch | Nordomotisch |
| Omotisch | Proto-Gonga-Gimojan      | *ta          | *ne          | *isi         | ?            | *nu~*no      | *int-        | *ist-        |
| Omotisch | Proto-Dizi-Sheko         | *ǹ           | *yeta        | *iz-         | *iži         | *ń           | *iti         | *iš-         |
| Omotisch | Proto-Mao                | *ti-         | *hiya        | ?            | ?            | ?            | *nam         | ?            |
| Omotisch | Proto-Südomotisch        | *inta        | *yaa/*in     | *nuo         | *naa         | *wo-ta       | *ye-ta       | *ke-ta       |
| Andere   | Afroasiatisch: Akkadisch | ī            | k-a/k-ī      | š-u          | š-a          | nī           | k-unu/k-ina  | š-unu/š-ina  |
| Andere   | Nilotisch: Teso          | ɛɔŋɔ         | ɪjɔ          | ŋɛsɪ         | ŋɛsɪ         | ɔnɪ/ɪs(y)ɔ   | yɛsɪ         | kɛsɪ         |

Die Kasusendungen der Personalpronomina und der Nomina sind meist identisch:
- Aari: Akkusativ -m: yé-m „euch“, fatir-in-ám „den Mais“

Vor allem possessive Pronomina weisen dagegen eigenständige Formen auf:
- Aari: yé „euer“, ʔéed-te „eines Mannes“

#### Verbalmorphologie
Die omotischen Sprachen besitzen synthetische Konjugationssysteme, die hauptsächlich mit Affixen arbeiten. Meist werden entweder die Tempora Präteritum/Perfekt, Präsens, Futur oder die Aspekte Perfekt und Imperfekt unterschieden, teilweise auch Aktionsarten wie Durativ; diese grammatischen Kategorien werden im Folgenden mit dem Terminus „Tempus-Aspekt-Modus (TAM)“ (Tempus-Aspekt-Modus) zusammengefasst. In vielen omotischen Sprachen hängt die TAM-Markierung eng mit den Oppositionen Interrogativ – Deklarativ und Affirmativ – Negativ zusammen. Außerdem besitzen konjugierte Verben Morpheme, die die Konkordanz mit dem Subjekt hinsichtlich Person, Numerus und (in bestimmten Personen) Genus herstellen. Eine Reihe omotischer Sprachen weist auch eigene Nebensatzkonjugationen auf, die ausschließlich in Nebensätzen gebildet werden und eine deutlich reduzierte Formenbildung haben.

##### TAM-Marker
Wie bereits erwähnt, werden TAMs vor allem durch Affixe gekennzeichnet, die in vielen Sprachen eng mit der Kategorie Affirmativ – Negativ zusammenhängen. Einige süd- und nordomotische Sprachen markieren den imperfektiven Aspekt durch Reduplikation des Verbalstamms. Die folgende Tabelle listet TAM-Marker verschiedener omotischer Sprachen auf:
|                     | Perfekt/Präteritum | Perfekt/Präteritum   | Imperfekt/Präsens/Futur | Imperfekt/Präsens/Futur |
| ------------------- | ------------------ | -------------------- | ----------------------- | ----------------------- |
| affirmativ          | negativ            | affirmativ           | negativ                 |                         |
| Nordomotisch        |                    |                      |                         |                         |
| Proto-Gonga-Gimojan | *i~*e              | ?                    | *n                      | ?                       |
| Ometo               | d, z, b...d, k     | b(ei)/b(eʔ)(...k(k)) | ∅, d, z, n              | k(k)                    |
| Bench               | -k'˨               | -arg˦                | -Ns˧                    | -Ns˧                    |
| Yem                 | i/e                | a(w), o(w), u(y)     | f, r, n                 |                         |
| Gonga: Kaffa        | t, ∅               | ac                   | m, h                    | ac                      |
| Proto-Dizi-Sheko    | *ki~*ke            | ?                    | *am-                    | ?                       |
| Mao                 | *an                | ?                    | *m-                     | ?                       |
| Südomotisch         | *a, *s             | *k                   | *dV                     | *y                      |

##### Personenmarker
Die meisten Sprachen markieren Person, Numerus und Genus des Subjekts in jeder finiten Verbform durch ein einzelnes fusionales Morphem. Dies ist dabei entweder TAM-abhängig oder in allen TAMs identisch. Die folgende Tabelle listet Personenmarker verschiedener omotischer Sprachen auf:
|                     | Singular | Singular   | Singular   | Singular   | Plural  | Plural    | Plural   |
| ------------------- | -------- | ---------- | ---------- | ---------- | ------- | --------- | -------- |
| 1.                  | 2.       | 3. m.      | 3.f.       | 1.         | 2.      | 3.        |          |
| Nordomotisch        |          |            |            |            |         |           |          |
| Proto-Gonga-Gimojan |          |            | *e         | *a         | *uni    | *eti      | *on-     |
| Ometo               | *n/*t    | *a         | *e/*i      | ?          | *ni     | *ti       | *i       |
| Gimira: Bench       | u        | u/en       | u          | u          | u       | end       | end      |
| Yem                 | an, u, t | atá/atè, è | é          | à          | ni      | eti       | sone     |
| Proto-Gonga         | *n, *e   | *i(n)      | *é         | *a         | *o/u(n) | *ot, *no  | *et, *no |
| Dizi-Sheko          | ǹ(o)     | n(à), to   | (g)o, (n)á | (g)e, n(í) | ń(no)   | ít(o)     | íš(o)    |
| Mao                 | t~d      | hi         | a          |            | m(u)    | nam, d/to |          |
| Südomotisch         | (i)t     | a(y), e    | i(y)       |            | (o)(t)  | e(t)      |          |

Das Ometo besitzt zusätzlich zwei weitere, ausschließlich aus Vokalen bestehende Reihen von Personenmarkern, die formale Ähnlichkeiten mit einigen oben aufgezählten personalen Morphemen im Gonga und Yem haben:
|              | Singular | Singular | Singular | Singular | Plural | Plural | Plural |
| ------------ | -------- | -------- | -------- | -------- | ------ | ------ | ------ |
| 1.           | 2.       | 3. m.    | 3. f.    | 1.       | 2.     | 3.     |        |
| Erste Reihe  | a        | a        | i        | a        | i      | i      | i      |
| Zweite Reihe | i        | a        | e        | u        | o      | e      | o      |

Wie unten ausgeführt, können die drei Gruppen von personalen Affixen in Ometo-Verbformen miteinander kombiniert werden.

##### Interrogativ – Deklarativ und Affirmativ – Negativ
Omotischen Sprachen stehen zur Markierung dieser Unterscheidungen drei verschiedene formale Mittel zur Verfügung: eigene TAM-Marker, eigene Personenmarker und eigene, keine weiteren Kategorien anzeigende Affixe:
- Dizi ā-sɛ̄-kŋ̀ 2. Person Sg.+„sehen“+interrogatives Präsens „siehst du?“
- Bench ham˦-arg˦-u˨-e˧ „gehen“+negativ+finit „er ging nicht“
- Gamo ʔutt-a-d-ee „sitzen“+3. Person Sg. f.+Perfekt affirmativ+3. Person Sg. f. interrogativ „saß sie?“

##### Abfolge der Konjugationsmorpheme
Die hier besprochenen Morpheme folgen außerhalb einzelner Sprachen (Mao, interrogative Formen im Dizi, Hamer) auf den Verbalstamm, die Reihenfolge ist dabei meist Verbalstamm – TAM – Person/Numerus/Genus:
| Sprache | Stamm   | TAM-Marker | Personalendung | Übersetzung            |
| ------- | ------- | ---------- | -------------- | ---------------------- |
| Dime    | déχ     | i          | n              | „er kochte“            |
| Aari    | baʔá    | y          | ek             | „sie bringen nicht“    |
| Dizi    | kʾwutsʾ | ∅          | initi          | „ihr habt geschnitten“ |
| Kaffa   | dubb    | u          | u              | „ihr habt gesungen“    |

Oft finden sich noch weitere Suffixe; im Bench etwa werden finite Verbformen mit -e abgeschlossen: han˧-k'-u˨-e˧ gehen+Perfekt+3. Person Sg.+finit „er ging“.
Eine kompliziertere, typologisch sehr bemerkenswerte Abfolge besitzen die Verbalformen des westlichen, zentralen und südlichen Ometo, in denen oft mehrere Marker für Person/Numerus/Genus auf einmal auftreten können. Im Einzelnen sind folgende Suffixe möglich:
- Vokalische Suffixe (siehe Abschnitt „Personenmarker“)
- Personalendung: Fusionales Morphem für Person, Numerus, Genus, Interrogativ – Deklarativ und Affirmativ – Negativ
- TAM-Marker, teilweise abhängig von Interrogativ – Deklarativ und Affirmativ – Negativ

Welche Suffixe angewendet werden und in welcher Reihenfolge sie stehen, hängt von den drei Kategorien TAM, Interrogativ – Deklarativ und Affirmativ – Negativ ab, so dass sich bei zwei TAMs bereits acht mögliche Kombinationen ergeben. Die folgenden Beispiele sind dem Gofa (Zentralometo) entnommen:
| Vokalisches Suffix 1 | Vokalisches Suffix 2 | Personalendung |
| a                    | i                    | s              |

| Vokalisches Suffix 2 | TAM | Personalendung |
| e                    | kk  | eti            |

| Vokalisches Suffix 2 | TAM | Personalendung |
| ú                    | kk  | u              |

| Vokalisches Suffix 1 | TAM | Vokalisches Suffix 2 | Personalendung |
| á                    | d   | a                    | sa             |

| Vokalisches Suffix 1 | TAM | Vokalisches Suffix 2 | TAM | Personalendung |
| i                    | beʔ | ó                    | kk  | ona            |

Das Ostometo besitzt eine abweichende Konjugation, die sich historisch auf eine periphrastische Konjugation zurückführen lässt (Beispiele aus dem Zayse):
|                          | Stamm | post-thematischer Vokal | (t)t(e) | Konkordanz mit Subjekt | i/(e)n |
| Perfekt: „sie wusste“    | ʔer   | á                       | tt      | isi                    | n      |
| Futur: „du wirst wissen“ | ʔér   | a                       | tte     | n                      | en     |

Erwähnenswert ist das aufgrund der Dürftigkeit der Materialien schlecht bekannte Verbalsystem des Mao, in dem die Konjugationsmorpheme in verschiedenen Reihenfolgen vor und nach dem Verbalstamm stehen:
- Ganza wa-nä-ma-ʔogwä Perfekt + 2. Person Sg. + „essen“ + Interrogativ „hast du gegessen?“[52]

##### Andere finite Formen
Der Jussiv und der ihn in der zweiten Person vertretende Imperativ weichen in ihrer Konjugation von anderen synthetischen Verbalformen deutlich ab. Imperative werden durch Suffixe gebildet, die nur Singular und Plural unterscheiden, das Suffix des Imperativ Singular ist meist -∅ oder ein Vokal; negierte und affirmative Imperative benutzen oft unterschiedliche Numerussuffixe:
- Dime yíz-í „Laufe!“, yíz-kóy „Laufe nicht!“[53]

Viele omotische Sprachen verfügen auch über komplexe Verbalformen mit Hilfsverben, die zum Ausdruck temporaler und modaler Differenzierungen dienen; in einigen Sprachen zeigen einzelne TAMs nach Person und Numerus invariable Formen. Ein weiteres Kennzeichen des Omotischen ist die Existenz von Nebensatzkonjugationen, unter denen temporale Nebensatzkonjugationen (von Bender 2000 als „Konverb“ bezeichnet) besonders häufig vorkommen. Auch ihre Konjugationssuffixe weisen Besonderheiten auf.

##### Verbalderivation
In allen Untergruppen des Omotischen, zu denen ausreichende Daten vorhanden sind, finden sich Suffixe zur Ableitung von Verben aus anderen Verben. *s (>s, š, c, nts u. a.) dient dabei zur Bildung von transitiven (kausativen und faktitiven) Verben; *t (>t, int, de, st, d u. a.) bildet dagegen Intransitiva:
- Yem am- „gehen“ – am-s „gehen lassen“[54]
- Gamo zar „antworten“ – zar-ett „beantwortet werden“[55]

### Syntax
Im Omotischen herrscht die Satzstellung Subjekt-Objekt-Verb (SOV) vor:
| bár                              | matsʾaafà | án     | naá-sì-k        | imí |
| er                               | Buch      | dieser | Junge-der-Dativ | gab |
| „Er gab diesem Jungen ein Buch.“ |           |        |                 |     |

Nominalphrasen weisen sowohl den Aufbau Kopf – modifizierendes Element als auch modifizierendes Element – Kopf auf. Kennzeichnend für einige omotische Sprachen ist dabei, dass nominale Kategorien nicht am Kopf markiert werden, sondern die Nominalphrase abschließen:
| ʔeftí                | giččó-b-im                |
| Vogel                | groß-Maskulinum-Akkusativ |
| „einen großen Vogel“ |                           |

### Omotisch als Familie
- M. Lionel Bender: Comparative Morphology of the Omotic languages (LINCOM studies in African linguistics). LINCOM Europa 2000, ISBN 3-89586-251-7.
- M. Lionel Bender: Topics in Omotic Morphology. In: Alan S. Kaye (Hrsg.): Morphologies of Asia and Africa. Volume 1. Eisenbrauns, Winona Lake, Indiana 2007, ISBN 978-1-57506-110-8, S. 729–751.
- M. Lionel Bender: Omotic lexicon and phonology. Carbondale 2003. (konnte für diesen Artikel nicht verwendet werden)
- Harold Fleming: Omotic Overview. In: Bender 1976, S. 299–323.
- Richard Hayward (Hrsg.): Omotic Language Studies. University of London, London 1990, ISBN 0-7286-0166-4.
- Richard Hayward: Omotic: The Empty Quarter of Afroasiatic Linguistics. In: Jacqueline Lecarme (Hrsg.): Research in Afroasiatic grammar. Papers from the Third Conference on Afroasiatic Languages, Sophia Antipolis, France, 1996. Amsterdam studies in the theory and history of linguistic science, 4, Volume 202 Benjamins, Amsterdam 2000, ISBN 90-272-3709-3, S. 241–261.
- David L. Appleyard: Semitic-Cushitic/Omotic Relations. In: Stefan Weninger (Hrsg.): The Semitic Languages: An International Handbook. De Gruyter, Berlin 2011, ISBN 978-3-11-018613-0, S. 38–53.

### Auswahl von Beschreibungen einzelner Sprachen
- M. Lionel Bender (Hrsg.): The Non-semitic languages of Ethiopia. African Studies Center, Michigan State University, East Lansing 1976 (enthält Beschreibungen des Kullo, Gonga, Dizi und Hamer)
- Marcello Lamberti: Materialien zum Yemsa. Studi Linguarum Africae Orientalis, Band 5. Universitätsverlag Winter, Heidelberg 1993, ISBN 3-8253-0103-6.
- Marcello Lamberti: Die Shinassha-Sprache. Materialien zum Boro. Studi Linguarum Africae Orientalis, Band 4. Universitätsverlag Winter, Heidelberg 1993, ISBN 3-8253-4579-3.
- Martino Mario Moreno: Introduzione alla Lingua Ometo. Mondadori, Rom 1938.
- Mulugeta Seyoum: A Grammar of Dime. Netherlands Graduate School of Linguistics, Landelijke 2008, ISBN 978-90-78328-52-0 (http://www.lotpublications.nl/publish/issues/Seyoum/index.html)